# Љуша (Доњи Вакуф)
Љуша је насељено место у Босни и Херцеговини, у општини Доњи Вакуф. Административно припада Федерацији Босне и Херцеговине, односно њеном Средњобосанском кантону. Према попису становништва из 2013. у насељу није било становништва. Након рата у БиХ највећи део насеља Љуша припао је општини Шипово у Републици Српској.

## Становништво
По последњем службеном попису становништва из 2013. године у федералном делу села Љуша није било становника.
| Националност | 2013. | 1991.        | 1981.        | 1971.        |
| Бошњаци      | —     | —            | —            | 13 (2,57%)   |
| Срби         | —     | 169 (98,26%) | 287 (92,58%) | 489 (96,83%) |
| Хрвати       | —     | —            | —            |              |
| Југословени  | —     | 3 (1,74%)    | 22 (7,09%)   | —            |
| остали       | —     | —            | 1 (0,325)    | 3 (0,59%)    |
| Укупно       | 0     | 172          | 310          | 505          |